# Elaphria sanctanna
Elaphria sanctanna är en fjärilsart som beskrevs av Achille Guenée 1852. Elaphria sanctanna ingår i släktet Elaphria och familjen nattflyn. Inga underarter finns listade i Catalogue of Life.